# 鄭祖傑
鄭祖傑（1977年—），福建福州人，是中國武術家，福建传统咏春拳第八代“指”字辈传人，師從鄭忠。

## 生平
1977年出生，八歲開始習武。從福建警官學院畢業後，進入福州一間外貿公司工作。1998年，他在見到一篇詠春第七代传人郑忠在福州办展的報導後，數次寫信給郑忠表達自己習武的心意，郑忠終答應會教他一些功夫，鄭祖傑為學習咏春拳，奔波於福州、長樂兩地，半年後郑忠正式收其為徒。
鄭祖傑自2009年開始進行詠春拳保护传承工作，包括深入校园、机关、部队展開推廣活動。2015年，他在首届全国青年运动会开幕式上率領22名弟子进行為時3分鐘的木人桩表演
鄭祖傑還擔任福建传统咏春拳（海峡）文化发展中心副理事长、福建省青年联合会常委、福建省武术协会理事、福清市第十三届政协特邀委员、福清南少林武术协会副会长等職。

## 影視作品
鄭祖傑在2008年央視開播的劇集《李小龍傳奇》中擔任李小龙飾演者陈国坤的动作替身。他還曾參演2013年電影《咏春小龙》。

## 榮譽
- 2018年，獲加拿大武術團體聯合總會頒予武術家成就獎[8]。